# Ricardo Mannetti
Ricardo Mannetti (Windhoek, África del Sudoeste, 24 de abril de 1975) es un exfutbolista y entrenador de fútbol de Namibia que jugaba en la posición de centrocampista.

## Carrera

### Club
| Periodo   | Club                          |
| --------- | ----------------------------- |
| 1995-1997 | FC Civics                     |
| 1997-2005 | Santos                        |
| 2000–2001 | → Avendale Athletico (cedido) |
| 2005–2006 | Umtata Bucks                  |
| 2006–2007 | Western Province United       |

### Selección nacional
Debutó con Namibia en octubre de 1992 ante Zambia por la clasificación de CAF para la Copa Mundial de Fútbol de 1994. Jugó para Namibia en 63 ocasiones de 1992 a 2003 y anotó un gol, el cual fue en la Copa Africana de Naciones 1998 en la derrota por 3-4 ante Costa de Marfil.

### Entrenador
| Periodo   | Club            |
| --------- | --------------- |
| 2007-2010 | FC Civics       |
| 2010      | Black Africa FC |
| 2011-2013 | Namibia U20     |
| 2013-2015 | Namibia         |
| 2015–2019 | Namibia         |

## Logros

### Jugador
- Premier Soccer League (1): 2001/02[5]
- Copa Nedbank (1): 2003[6]

### Entrenador
- Premier League de Namibia (1): 2007
- Copa de Namibia (1): 2008
- Copa COSAFA (1): 2015[7]